# Грабик (Любуське воєводство)
Грабик (пол. Grabik, нім. Grabig) — село в Польщі, у гміні Жари Жарського повіту Любуського воєводства.
Населення — 922 особи (2011).
У 1975—1998 роках село належало до Зеленогурського воєводства.

## Демографія
Демографічна структура станом на 31 березня 2011 року:
|          | Загалом | Допрацездатний вік | Працездатний вік | Постпрацездатний вік |
| -------- | ------- | ------------------ | ---------------- | -------------------- |
| Чоловіки | 455     | 96                 | 325              | 34                   |
| Жінки    | 467     | 99                 | 285              | 83                   |
| Разом    | 922     | 195                | 610              | 117                  |